# ELTE Erdős Pál Kollégium
Az Erdős Pál Kollégium, rövidítve EPK (2022-ig Nagytétényi Úti Kollégium, rövidítve NUK) az Eötvös Loránd Tudományegyetem második legnagyobb, több mint 800 férőhelyes kollégiuma, amely Budapest XXII. kerületében, Budatétényen található.

## Története
A kollégium épületegyüttese 1978-ra épült fel és eredetileg munkásszállóként üzemelt. 1989-től kezdve már egyetemi hallgatókat is fogadott. Kezdetben az oktatási minisztérium bérelt itt helyeket az akkori üzemeltetőtől. Akkoriban még csupán a férőhelyek egynegyedét, majd 1992-től immár az egész épületegyüttest a kollégisták rendelkezésére bocsátották. 1997-ben a kormányzat fel akarta mondani a bérleményt anyagi problémákra hivatkozva, viszont a kollégisták erőteljes fellépésének köszönhetően a vezetés mégis a szálló felvásárlása mellett döntött és az épületegyüttest az ELTE kezelésébe adta.
2017 őszétől kezdődően teljes felújításon esett át az épület, mely 2018 júliusában zárult, az átadóra szeptemberben került sor.
2022 tavaszán a Nagytétényi Úti Kollégium nevet viselő intézményt átnevezték, új nevét Erdős Pál, az ELTE egykori, világhírűvé vált matematikusa után kapta.